# Calle Escolta

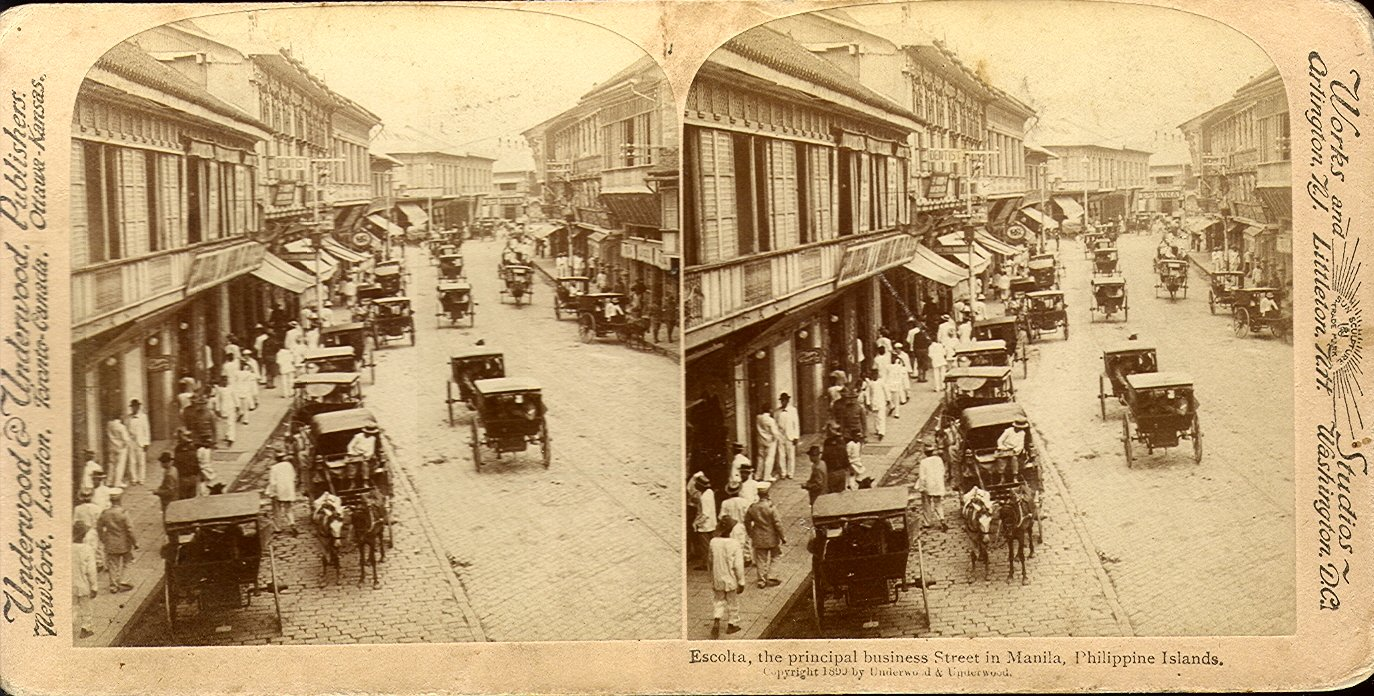
Calle Escolta en el año 1899

La calle Escolta (nombre completo: calle de la Escolta) es una de las calles históricas de Manila (Filipinas), paralela al río Pasig, en el barrio de Binondo, que transcurre entre las plazas de Santa Cruz y de Moraga.

## Situación
La calle Escolta se sitúa en la zona oeste del Manila histórico, en lo que se ha conocido históricamente como extramuros, en contraposición a la zona amurallada de intramuros, siendo hoy en día una arteria financiera que alberga importantes edificios e históricamente una de las principales calles comerciales de la ciudad.

## Historia
La calle se construyó en los primeros años de la dominación española de Filipinas, en 1594 y deriva, como resulta evidente, de la palabra escoltar, en este caso con el sentido de “dar servicio”. El área se pobló originariamente con comerciantes chinos, principalmente de la región de Fujian, que llegaron a trabajar durante el periodo del Galeón de Manila. En aquel entonces la calle era una arteria comercial que ofrecía multitud de artículos de importación que provenían de China, Europa y América, directamente desde México.
Todas estas mercancías llegaban directamente al puerto de San Nicolás (Manila)
A finales del siglo XIX la calle era una de las arterias más lujosas de la ciudad y en ella se encontraban algunos de los mejores edificios de Filipinas, siendo una de las primeras ciudades españolas en disponer de energía eléctrica y transporte mediante tranvía.
En la zarzuela "El pay-pay de Manila" hay una canción que habla de la calle en este sentido:
Al volver de la Escolta Charito
tras comprarse un precioso paipay,
y una carta encontró de Pepito
en su rocabay,
¡Ay, que se le cai!
Y en la carta le hablaba de amor
¡Ay Jesús, qué calor, qué calor!
En el número 35 de esta calle tuvo su estudio fotográfico Francisco Van Camp, uno de los pioneros en la fotografía en Filipinas.